# Hart Township (Missouri)
Hart Township est un township inactif, situé dans le comté de Wright, dans le Missouri, aux États-Unis,.
Le township est fondé en 1841 et baptisé en référence à Isaac Hart, un pionnier.

### Source de la traduction
- (en) Cet article est partiellement ou en totalité issu de l’article de Wikipédia en anglais intitulé « Hart Township, Wright County, Missouri » (voir la liste des auteurs).